# Hill View Heights
Hill View Heights è un census-designated place degli Stati Uniti d'America, situato nella Contea di Weston nello stato del Wyoming. Nel censimento del 2000 la popolazione era di 166 abitanti.

## Geografia fisica
Secondo i rilevamenti dell'United States Census Bureau, la località di Hill View Heights si estende su una superficie di 5,7 km², tutti occupati da terre.

## Popolazione
Secondo il censimento del 2000, a Hill View Heights vivevano 166 persone, ed erano presenti 49 gruppi familiari. La densità di popolazione era di 29,0 ab./km². Nel territorio comunale si trovavano 61 unità edificate. Per quanto riguarda la composizione etnica degli abitanti, il 97,59% era bianco e il 2,41% apparteneva a due o più razze. La popolazione di ogni razza ispanica corrispondeva allo 0,60% degli abitanti.
Per quanto riguarda la suddivisione della popolazione in fasce d'età, il 30,1% era al di sotto dei 18, il 6,0% fra i 18 e i 24, il 30,1% fra i 25 e i 44, il 22,3% fra i 45 e i 64, mentre infine l'11,4% era al di sopra dei 65 anni di età. L'età media della popolazione era di 40 anni. Per ogni 100 donne residenti vivevano 95,3 uomini.